# Sabine Schäper
Sabine Schäper ist eine römisch-katholische Theologin und Sozialpädagogin.

## Leben
Nach ihrer Schulzeit studierte Schäper römisch-katholische Theologie und Sozialpädagogik an der Universität Münster. Ihre Dissertationsarbeit zum Thema „Ökonomisierung in der Behindertenhilfe - Praktisch-theologische Rekonstruktionen und Erkundungen zu den Ambivalenzen eines diakonischen Praxisfeldes“ reichte sie an Katholisch-Theologischen Fakultät der Westfälischen Wilhelms-Universität Münster ein und wurde zur Doktorin der Theologie promoviert. Seit 2006 ist sie Professorin für das Lehrgebiet „Heilpädagogische Methodik und Intervention“ im Studiengang Heilpädagogik an der Katholischen Hochschule Nordrhein-Westfalen. Zu ihren Forschungsschwerpunkten gehören unter anderem Erwachsene und älterwerdende Menschen mit Behinderungen, Betreuungskonzepte für Menschen mit geistiger Behinderung und besonderen Verhaltensschwierigkeiten sowie ethische Fragen an den Grenzen des Lebens.

## Werke (Auswahl)
- Bausteine Religion. Praxisorientierte Heilerziehungspflege, Lehr-/Fachbuch
- Hilfen für Menschen mit Behinderungen: Entwicklungen – Herausforderungen – Umbrüche, in: Unsere Seelsorge. Informationen und Anregungen für den pastoralen Dienst (hrsg. von der Diözese Münster), November 2003, 14-22 (gemeinsam mit Michaela Kopp)
- Ökonomisierung in der Behindertenhilfe. Praktisch-theologische Erkundungen und Rekonstruktionen zu den Ambivalenzen eines diakonischen Praxisfeldes, Münster 2006